# Freinet-Pädagogik

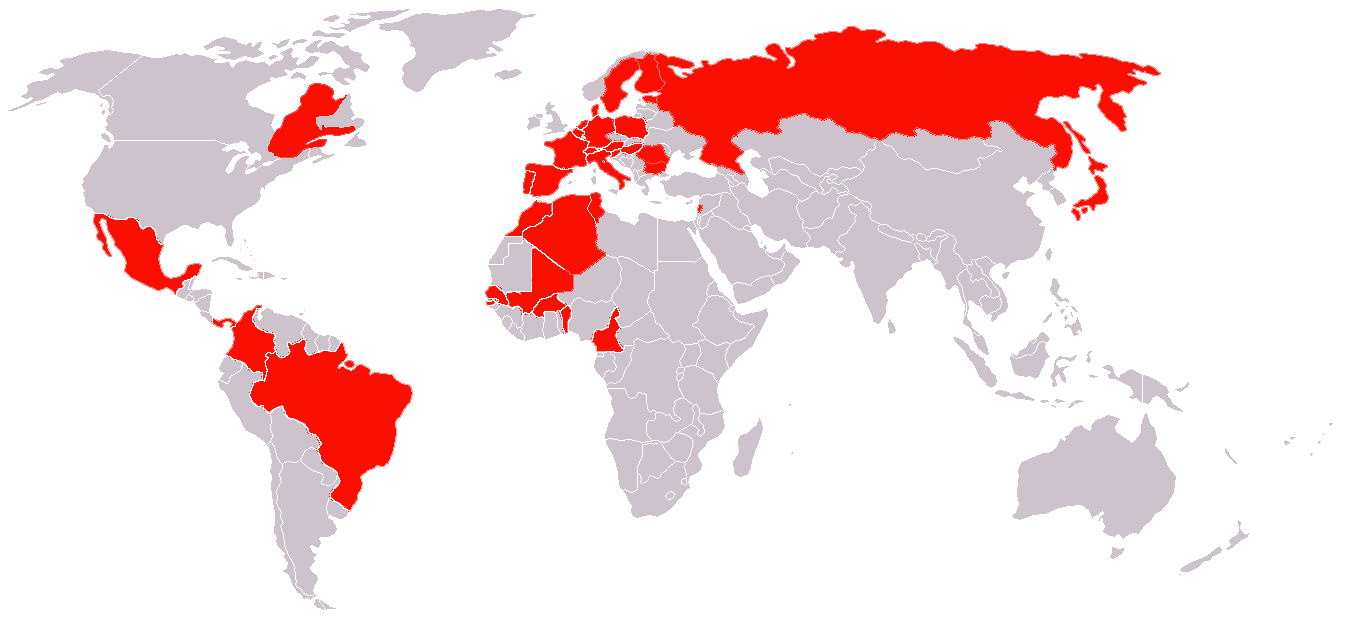
Länder mit Freinet-Lehrer-Bewegungen auf der Welt (Stand 2005). Nicht alle in der Karte eingezeichneten Länder haben eine Organisation, welche bei der FIMEM Mitglied ist.

Die Freinet-Pädagogik [fʀeˈnɛ-] wurde seit ca. 1920 in der Reformpädagogik von Célestin Freinet (1896–1966) zusammen mit seiner Ehefrau Élise Freinet (1898–1983) in Frankreich entwickelt. In ihr sind viele reformpädagogische Elemente zu einem einheitlichen Konzept vereint. Heute ist die Freinet-Pädagogik in vielen Ländern verbreitet. In der von den Freinets in Vence gegründeten Schule, damals die École Moderne – heute die École Freinet, werden seit 1934 Schüler nach der Freinet-Pädagogik unterrichtet.

## Geschichte
Célestin Freinet hat 1924 eine Bewegung – die Coopérative de l´enseignement laic – nach dem Motto: Lehrer helfen Lehrern ins Leben gerufen. In den sogenannten Kooperativen wurden hauptsächlich Materialien für den Unterricht hergestellt, die es den Schülern ermöglichten, sich selbst mit einem Thema bzw. Arbeitsgebiet auseinanderzusetzen. In diesen Materialien wurden auch von Schülern erstellte Texte verwendet. Freinet suchte in der Reformpädagogik Lösungen für die von ihm ersehnte sozialistische Gesellschaft. Die lange die Freinetpädagogik in das pädagogische und politische Lager spaltende Frage nach dem pädagogischen oder politischen Selbstverständnis Freinets vom Lehrerdasein konnte in den 1990er Jahren durch einen neuen Zugang als vordergründig zurückgestellt werden: Freinets Selbstverständnis vom Lehrerdasein ist ein laizistisches. In diesem Zusammenhang ist die von Hermann Röhrs in den 1960er Jahren formulierte und von Jürgen Helmchen u. a. in den 1990er Jahren bestätigte These erwähnenswert, bei der Aufarbeitung reformpädagogischer Ansätze seien die jeweiligen nationalen Besonderheiten zu berücksichtigen. Laizität ist ein ursprünglich aus Frankreich stammender Begriff. Er fordert im Verständnis Freinets nicht nur die „Befreiung“ der Schule von einer, als unterdrückend erlebten Religion im Sinne konfessioneller Neutralität, um Kindern aller Religionen in der Schule Anerkennung zu verschaffen, sondern die umfassende Befreiung von allen unterdrückenden Bedingungen und damit den grundlegenden Abbau von Herrschaft und die Aufarbeitung der eigenen und soziokulturell geprägten Erfahrungen. Wenngleich bis in die 1940er Jahre hinein Mitglied der kommunistischen Partei und dem Sozialismus und der Gewerkschaftsbewegung zugewandt, lehnt Freinet vor diesem Hintergrund jedweden direkten Einzug der Politik in die Schule ab. In diesen Kontext gehört der Satz Freinets: Wir sind Pädagogen und keine Politiker.

## Äußere Formen
Der lehrergelenkte Unterricht wird durch selbstbestimmten Schülerunterricht ersetzt. Dies geschieht dadurch, dass die Klasse als Kooperative oder Genossenschaft eingerichtet ist. Schüler und Lehrer haben im bestimmenden Gremium, dem Klassenrat, jeder eine Stimme. Der Klassenrat selbst wurde zwar von Barthélemy Profit entwickelt; Freinet ging jedoch darüber hinaus, indem er die Klasse als Kooperative organisierte. Die Kinder bestimmen weitgehend selbst, was sie lernen wollen, regeln selbst, mit wem sie dabei zusammenarbeiten und welche Zeit sie dazu brauchen. Vor der Klassengemeinschaft berichten sie über ihre Arbeit. Dabei wird der lehrerzentrierte Unterricht durch selbständiges Arbeiten, Exkursionen und Erkundungen ersetzt.
Die Schuldruckerei spielte auch eine wesentliche Rolle. Es handelte sich oft um einfache Pressen mit Bleilettern. Damit konnten die Schüler eigene Texte setzen und Klassenzeitungen oder auch Bücher produzieren.
Da bei der Freinet-Pädagogik die Kinder selbständig, und verschiedene Kinder an verschiedenen Themen arbeiten, wirkt sich dies auf die Gestaltung des Klassenzimmers aus. Durch das Abtrennen von Ecken des Klassenzimmers entstehen eigentliche, themenorientierte Arbeitsecken oder Ateliers. Des Weiteren fördert die Freinet-Pädagogik Korrespondenz zwischen Klassen, die Bücher, Zeitungen und Dokumente austauschen. Dieser Austausch schließt auch den Austausch von Ideen zwischen Lehrern mit ein. Die Korrespondenz ist ebenfalls eine der Institutionen der Klassenkooperative. Vor allem werden Arbeitsergebnisse ausgetauscht und Anfragen der Korrespondenzklasse(n) beantwortet.

## Grundsätze
Um diese vier Grundsätze realisieren zu können, sind Freinet-Klassen jeweils als eine Kooperative organisiert, die sich in allen Belangen selbst verwaltet.
Freie Entfaltung der Persönlichkeit
Das freie Entfalten der Persönlichkeit kann durch das gemeinsame Schreiben, Gestalten und Musizieren gewährleistet werden. Bei diesen Aktivitäten gehen die Schüler aufeinander zu und stehen einander aufgeschlossen gegenüber. Dies ist ein wichtiger Schritt für die Persönlichkeitsentwicklung des Kindes. Herauszuhebende Methoden sind die Schuldruckerei, die Klassenkorrespondenz – bei der Lesen und Schreiben im Zusammenhang mit realer Kommunikation erlernt wird – Tanz, Theater und plastisches Gestalten. Es sind kreative, erlebnisreiche Methoden, die zudem die Kommunikation fördern.
Kritische Auseinandersetzung mit der Umwelt
Die kritische Auseinandersetzung mit der Umwelt richtet sich stark nach den Bedürfnissen, der Lebenswelt und dem Interesse der Schüler. Dies wird durch Untersuchungen, Experimente und Exkursionen erreicht. Hierbei soll an der Realität gelernt werden, wobei das gedruckte Wort entmystifiziert werden soll. Die theoretische und die praktische Arbeit sollen dabei eine Einheit bilden. Die Schuldruckerei und die damit verbundene Klassenzeitung sind dabei ein wichtiges Präsentationsmittel, wodurch die Arbeit der Schüler aufgewertet wird.
Selbstverantwortlichkeit des Kindes
In der Freien Arbeit bestimmt das Kind selbst über seine Arbeit und arbeitet entsprechend seinem persönlichen Rhythmus. Den Schülern stehen dabei Hilfsmittel wie die Arbeitsbibliothek zur Verfügung. Bei der Selbstbeurteilung schätzen die Schüler ihre Arbeit selbst ein und ziehen Bilanz ihrer geleisteten Arbeit. Dabei werden Fähigkeiten zur kritischen Selbstbeurteilung entwickelt. So entwickelt sich für jeden Schüler ein individueller Tagesplan und die Schüler halten ihre Fortschritte in Lerntagebüchern fest. Für die Lehrer ist es wichtig, das Geschehen im eigenen Unterricht zu reflektieren.
Zusammenarbeit und gegenseitige Verantwortlichkeit
Im Klassenrat bzw. der Klassenversammlung werden einerseits Vorschläge für die Arbeit und deren Organisation besprochen, andererseits wird versucht, für Probleme und Konflikte Lösungen zu finden. Die Schüler lernen die Notwendigkeit von Regeln, und durch die eigene Mitarbeit an der Erarbeitung dieser Regeln werden die Schüler gleichzeitig einsichtiger. Gleichzeitig wird ein Grundstein für eine Demokratisierung gelegt.

## Liste der wichtigsten Techniken

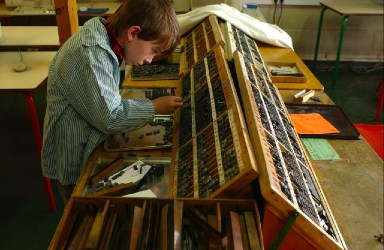
Freinet-Pädagogik wird meist sofort mit Schuldruckerei in Verbindung gebracht, obwohl dies nur einen Teilaspekt darstellt und im Zeitalter des Computers vermehrt in den Hintergrund rückt.

Eine Fülle von Techniken und Methoden helfen, die Grundsätze der Freinet-Pädagogik zu entwickeln:
- Schuldruckerei:
  - zur Dokumentation der geleisteten Arbeit
  - ermöglicht den Schülern den freien, schriftlichen Ausdruck
  - zur Erstellung einer Klassenzeitung
  - trägt zur Entmystifizierung des gedruckten Wortes bei
- Korrespondenz
- Freie Arbeit
- Klassenrat:
  - Verteilung von Ämtern für die Aufgaben der Klassenkooperative
  - Erarbeitung gemeinsamer Arbeitspläne für Klasse, Schülergruppen und einzelne Schüler
- Arbeitsecken
- Erkundungen und Exkursionen außerhalb des Klassenzimmers

## Freinet und die Wissenschaft
Freinet hat seine eigene Pädagogik erst sehr spät theoretisch-systematisch und damit wissenschaftlich begründet. Er entwickelte seine Grundsätze und Techniken, indem er bereits vorhandene Ideen für seinen Unterricht aufgriff und im Sinne einer laizistischen Pädagogik in ein eigenes Konzept integrierte. Er formte sein Schulkonzept also aus seiner eigenen Praxis und den Ansätzen der Reformpädagogen und Reformpädagoginnen der 1920er Jahre. Zur akademischen Wissenschaft der Pädagogik hatte er zeitlebens ein kritisches Verhältnis. Aber auch die – mehr als Pädagogik auf Praxis ausgerichtete – Erziehungswissenschaft hat Probleme mit der Freinet-Pädagogik. Der Hauptgrund dafür ist die stringente Praxisorientierung. Freinet machte seine kritische Haltung angesichts der wissenschaftlichen Pädagogik immer wieder auch in seinen Schriften deutlich. Die Reformpädagogik Freinets wird auch in Lehrveranstaltungen an Hochschulen thematisiert. Es ist eine Ideengeschichte erkennbar, die in den Traditionen der laizistischen, französischen Schule wurzelt.

## Verbreitung
Die Freinet-Pädagogik hat sich vor allem im romanischen Sprachraum verbreitet. Auf regelmäßigen Seminaren und Treffen wird versucht, die Freinet-Pädagogik weiterhin zu verbreiten. Die Freinet-Pädagogik wurde in Deutschland zunächst nur vereinzelt wahrgenommen, hat sich inzwischen jedoch auch im deutschen Sprachraum verbreitet. Die ursprüngliche Ablehnung durch deutsche Pädagogen lässt sich unter anderem darauf zurückführen, dass der Begründer Freinet ein sozialistischer Franzose war, gegen die es in der Weimarer Republik und teilweise noch in der frühen Bundesrepublik Deutschland Vorbehalte gab.
Der deutsche Verband der Freinet-Lehrer, die Freinet-Kooperative ist inzwischen eine der größten Gliederungen in der internationalen Freinet-Bewegung (FIMEM). Auf dem Freinet-Kongress 2004 in Deutschland waren ca. 250 Lehrer aus 35 Nationen anwesend. In Deutschland werden Freinet-Treffen oft als Fortbildungsveranstaltungen von Lehrern für Lehrer durchgeführt. Auch in Österreich und der Schweiz gibt es zahlreiche Freinet-Pädagogen. In Belgien werden Freinet-Schulen staatlich gefördert.
Alle zwei Jahre findet ein internationaler Freinet-Kongress (französisch: Rencontre Internationale des Enseignants Freinet, RIDEF) statt.
Auch in den osteuropäischen Ländern, in Lateinamerika und in Japan gibt es Freinet-Gruppen.